# Río Quijos
El río Quijos se encuentra en el cantón Quijos, nace de las faltas orientales del volcán Antisana y su curso toma una dirección noreste para recorrer paralelo a la Vía Interoceánica formando un valle que abarca las jurisdicciones de los cantones Quijos y El Chaco, a partir de aquí toma el nombre de río Coca (recorrido inferior) para finalmente desembocar en el río Napo. 

## Extensión
El Río Quijos tiene aproximadamente 44,5 km.

## Clima
Su curso está a una altitud promedio de 1.963 metros, con temperatura de 16 °C y pluviométrica de 2.500 mm³.

## Biodiversidad
En el Río Quijos existe mucha flora que representa los musgos, laurel, paja, puma maqui, arrayán, entre otras.